# Одопту-море
Одопту́-море (Северный купол) — газонефтяное месторождение в России. Расположено на шельфе Охотского моря, на широте северного окончания Пильтунского залива, в пределах одноимённой зоны нефтегазонакопления в 6-10 км восточнее берега острова Сахалин. Является частью месторождения, открытого в 1977 году и давшего промышленную нефть 7 августа 1998 года со скважины № 202. Впоследствии это месторождение было разделено на два самостоятельных месторождения — Северный купол, Центральный и Южный купола (являются частью лицензионного участка проекта Сахалин-1).

## Разведка инаклонно-направленное бурение
В начале 1970-х годов в СССР началось строительство первой наклонно-направленной скважины для разведки месторождения Одопту-море на шельфе Сахалина, скважина длиной 3406 м была закончена в 1973 году, однако нефти не дала. Её отход от вертикали составил 2435,4 м, что в течение 10 лет было рекордом СССР.
В 1975 году было подписано соглашение между Министерством внешней торговли СССР и японской фирмой «Содеко» о разведке на шельфе Сахалина с использованием плавучих нефтяных платформ. Первая поисковая скважина имела длину 2500 м и была пробурена на западном крыле Северного купола. До 1982 года с плавучих буровых установок «Боргстен Долфин» и «Хакури-2», с самоподъёмных буровых установок «Хакури-4» и «Оха» было пробурено 3 поисковых и 12 разведочных скважин. Уже в 1977 году разведочное бурение подтвердило наличие залежей в 4-10 км от берега, месторождение получило название Отопту-море. Однако запасы нефти и растворённого газа на Северном куполе, утверждённые Госкомиссией по запасам полезных ископаемых при Министерстве геологии СССР в 1985 году, делали промышленное освоение месторождения при существовавших технологиях нерентабельным, и оно было отложено.

## Освоение
Недропользователем и оператором освоения месторождения является ОАО «Роснефть-Сахалинморнефтегаз», на основании лицензии на право пользования недрами на Северном куполе месторождения (ШОМ, № 10429 от 2 ноября 1993 года), выданной Комитетом Российской Федерации по геологии и использованию недр.
Оценив имевшиеся на конец XX века технологии бурения и собственный производственный опыт, разработчик принял решение использовать для освоения месторождения бурение наклонно-направленных скважин с берега. Таким образом месторождение стало первым в России полигоном для применения скважин со сверхдальним отклонением забоев от вертикали: глубина их залегания составляла около 1600 м, а отклонение по вертикали — от 4,5 до 6 км, коэффициент сложности 4. Совершенствование технологии бурения, анализ результатов применения технологических приёмов позволили довести скорость проходки скважин до 2200 метров ствола в месяц и снизить стоимость бурения до 1000 долларов за м.
Ввод первой скважины № 202 с отходом забоя от вертикали на 4781 м с суточным дебитом 250 тонн считается началом освоения российского шельфа на Дальнем Востоке. С 1998 года Одопту-море как самостоятельное месторождение находится в опытно-промышленной эксплуатации (ОПЭ). Глубина моря в пределах месторождения составляет около 18 метров, однако осваивается оно с берега, что по затратам в 4-5 раз дешевле добычи нефти со стационарных ледостойких платформ. Этот опыт использовал оператор проекта «Сахалин-1», компания Exxon, при разработке месторождения Чайво и Центрального купола Одопту.
В конце марта 2011 года на месторождении была пробурена скважина длиной 7600 м (№ 279), ставшая в истории Сахалинморнефтегаза одной из самых высокопродуктивных. Пробурённая в январе этого же года скважина ОР-11 поставила мировой рекорд как по длине проходки — 12 345 метров, так и по длине горизонтального ствола — 11 475 метров.
К 2004 году с 12 скважин на месторождении добывалось более 1600 кубометров безводной нефти в сутки. Годовая добыча выросла с 1998 года в 10 раз: с 35 тысяч тонн в 1998-м до 350 тыс. тонн в 2003-м. К 2020 году месторождение давало 50 % добычи ООО «РН-Сахалинморнефтегаз».
В конце июля 2020 года НК «Роснефть» полностью остановила добычу нефти «РН-Сахалинморнефтегаз» в связи с отказом оборудования на трубопроводе Оха—Комсомольск-на-Амуре, построенном в 1974 году, а также в связи с необходимостью выполнения Россией соглашения ОПЕК+.

## Технологическое оборудование
Для обустройства и эксплуатации скважин на месторождении используется зарубежное оборудование компаний IRI, Ideko, Sumitomo, CANRIG, Grant. Буровая установка с мотором грузоподъёмностью 400 тонн оснащена устройством перемещения вышечного блока для кустового бурения. Механизированная система подготовки бурового раствора адаптирована под использование инвертной эмульсии на углеводородной основе, позволяет собирать шлам для очистки и утилизации.
Геофизические исследования при бурении и расчёт траектории исполняют зарубежные подрядчики.
Наиболее сложной задачей при проходке наклонно-направленных скважин является подъём и спуск буровой колонны диаметром 244,5 мм. в практически горизонтальный ствол до глубины не менее 4 тысяч метров. Так, на первой скважине № 202 колонна остановилась на отметке 3677 м вместо 4000. Для решения этой задачи было решено опускать колонну без заполнения буровым раствором, а также применять растворы разной плотности в нижней и верхней частях колонны, чтобы облегчить нижнюю часть и создать движущую силу в верхней. По этой технологии был успешно произведён спуск колонн во все скважины, в том числе в № 208 протяжённостью 6446 м за 44 часа.

## Устройство скважин
В первую очередь оно должно предотвратить осложнения при бурении. Поэтому в верхней части скважины, подверженной воздействию песков и воды, сразу за обсадной колонной диаметром 720 мм и длиной 14 м устраивается бетонный кондуктор. Ствол для него бурится долотом диаметром 660,4 мм на глубину 90-130 м, затем в него опускается и цементируется кондуктор диаметром 508 мм. Затем в ствол диаметром 444,5 мм на глубину 1300 м опускается промежуточная колонна диаметром 340 мм, она цементируется до устья и может иметь изогнутую форму. Ствол для второй промежуточной колонны (244,5 мм) бурится долотом диаметром 311,2 мм до отметки 5300 м от устья ствола. Завершает строение скважины эксплуатационная колонна диаметром 168 мм и длиной в 2-3 км, работающая в интервале свыше 4000 м.
При устройстве второго десятка скважин в компоновке низа бурильной колонны (КНБК) вместо забойных двигателей применять роторные управляемые системы, которые лучше управляются, плавно изменяют траекторию и повышают суточную проходку на 25-32 % при неизменной стоимости метра.